# دعوای تاریخ‌نگاران

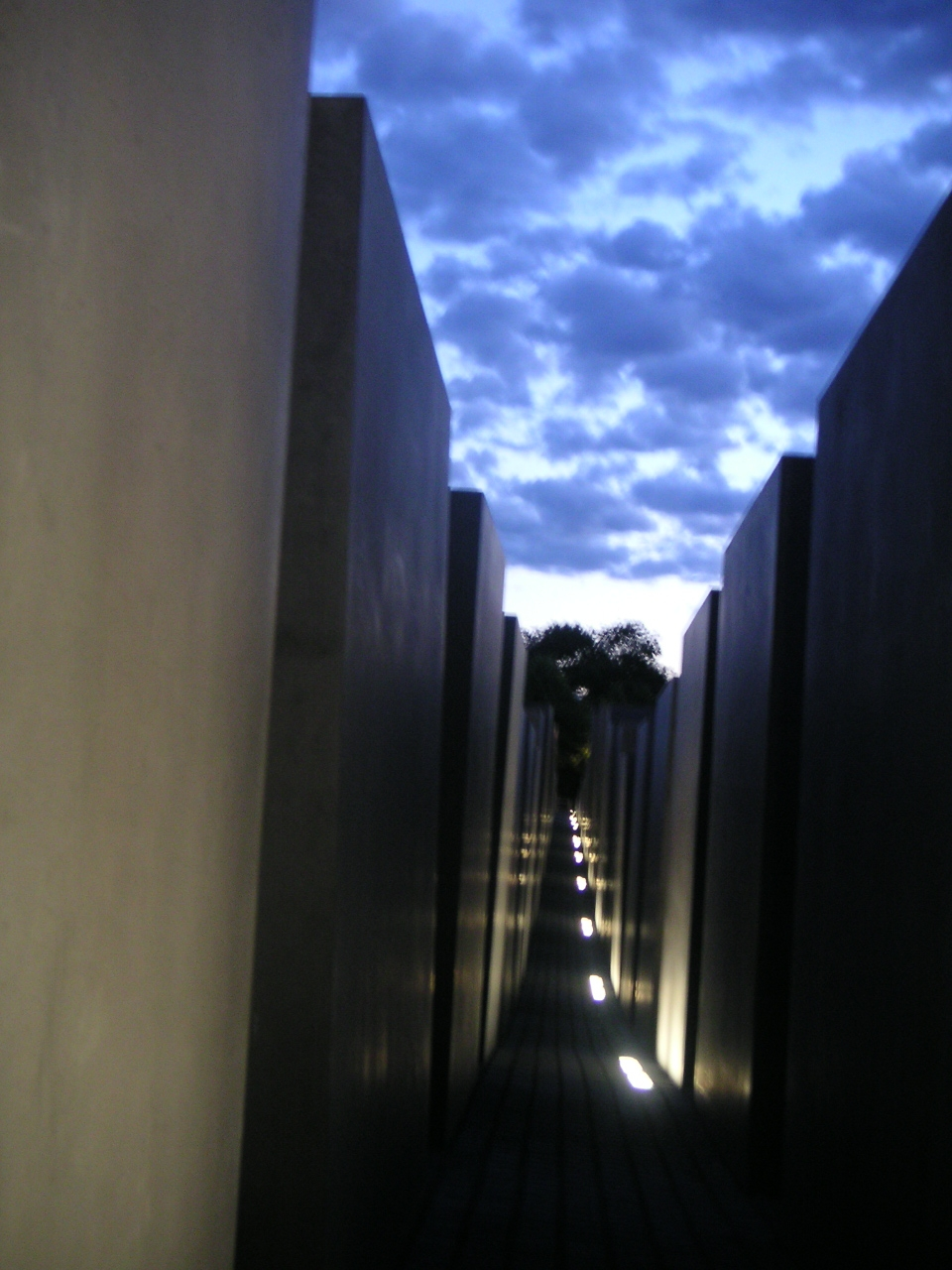
بنای یادبود کشته‌شدگان یهودی اروپا» (Denkmal für die ermordeten Juden Europas) در شهر برلین، آلمان است. این بنا بیشتر با نام «یادبود هولوکاست» (Holocaust-Mahnmal) شناخته می‌شود.

دعوای تاریخ نگاران یا مناقشه مورخان 
(به آلمانی Historikerstreit, Historikerdebatte, Historikerkontroverse) بزرگ‌ترین دعوای نظری در جمهوری فدرال آلمان در دوران پس از جنگ جهانی دوم در سال های ۱۹۸۶-۱۹۸۷در مورد یکتا بودن یا نبودن هولوکاست است.
جرقه این بحث مقاله ای از ارنست نولته در ژوئن ۱۹۸۶ بود که در آن هولوکاست را واکنش ناسیونال سوسیالیست های آلمان به جنایات سازمان یافته و سیستم گولاگ در اتحاد جماهیر شوروی توصیف کرد.  یورگن هابرماس این گفته ها و نیز اظهارات سه مورخ دیگر آلمان غربی را به عنوان «تجدیدنظرطلبی تاریخی» مورد انتقاد قرار داد که هدف آن تقویت روحیه ملی گرایی از طریق تضعیف حوادث هولناک گذشته است. بسیاری از مورخان، روزنامه نگاران و سایر نویسندگان در آلمان و دیگر کشورها به این موضوع واکنش نشان دادند و مطالبی منتشر کردند. این بحث حدود یک سال به طول انجامید اما در سال های بعد نیز به اشکال مختلف مطرح شد.

## پیش زمینه تاریخی
جنبش دانشجویی دهه ۱۹۶۰ خواستار مقابله با گذشته در رابطه با دوران نازی ها بود و تاریخ‌نگاری آلمانی از حدود سال ۱۹۶۵ تحقیقات جدی تری را در مورد وقایع دوران نازی ها آغاز اما تا سال ۱۹۸۶ تصویر کلی خود را از هولوکاست ارائه نکرده بود.
از حدود سال ۱۹۷۳، اختلافات اساسی بین مورخان آلمان غربی در مورد روش شناسی تاریخی پدید آمد، که ریشه در مناقشه فیشر(در مورد نقش امپراتوری آلمان در بروز جنگ جهانی اول) در سالهای ۱۹۵۹ تا ۱۹۸۵ و سایر مباحث تاریخی داشت. مورخان قدیمی‌تر مانند آندریاس هیلگروبر و کلاوس هیلدبراند، به طور سنتی بر رهبران سیاسی، ایده‌های آنها و دامنه عمل آنها توجه داشتند در حالی که مورخان جوانتر مانند هانس مومسن ، ولفگانگ جی. مومسن و هانس اولریش ولر، که بعدها از هابرماس در مناقشه مورخان حمایت کردند، از رویکردی جامعه شناختی مبتنی بر ساختارهای اجتماعی و تضاد منافع حمایت می کردند.

## متون مورد بحث

### ارنست نولته
ارنست نولته مورخ در سال ۱۹۸۰ سخنرانی ای با عنوان «میان افسانه تاریخ و رویزیونیسم (تجدیدنظرطلبی)» را در بنیاد کارل فردریش فون زیمنس ایراد کرد که روزنامه فرانکفورتر آلگماینه آن را به طور خلاصه در ژوئیه ۱۹۸۰ به چاپ رساند؛ برخی از اظهارات آن که در ترجمه انگلیسی سال ۱۹۸۵ در مجموعه ای از مقالات چاپ شده بود در سال ۱۹۸۶ در مناقشه مورخان مورد استناد قرار گرفت.
نولته در آنجا تصویری سراسر منفی را که  از «رایش سوم» شکل گرفته تشریح می کند؛ با ارجاع به مقصر دانستن آلمان در جنگ جهانی دوم ، ایدئولوژی ارتجاعی نازی ها ( خون و خاک، نژادپرستی ) و اعمال خشونت‌آمیز منحصربه‌فرد آنها علیه یهودیان، اسلاوها، بیماران روانی و کولی ها، به ویژه اتاق های گاز اردوگاه های مرگ . و توضیح می دهد چرا به دلیل شکل گیری این تصویر منفی، "در گذشته تنها صدای قربانیان شنیده شده است" و روی دیگر تاریخ پنهان مانده و باعث شده تاریخ تنها  از نگاه برندگان تبیین گردد. او این را خطری برای تاریخ نگاری می داند.
نولته سپس در مورد سه کتاب به‌عنوان «رویکردهای تجدیدنظر طلبانه» که در آن زمان رایج بود، سخنرانی کرد: از جمله کتاب «هیتلر و ژنرال هایش» با عنوان آلمانی Hitler und seine Feldherren (1975) اثر دیوید ایروینگ که بعداً چندین بار به دلیل انکار آشکار هولوکاست محکوم شد. او البته این نظر ایروینگ را رد می کرد که آدولف هیتلر درباره «راه حل نهایی» چیزی نمی دانسته و این که اگر برنامه های استراتژیک او بهتر اجرا می شد، می توانست در جنگ پیروز شود. در عین حال برخی از اظهارات ایروینگ را دوباره مطرح کرد: این که  هیتلر "دلایل خوبی" داشت "برای متقاعد شدن به این که مخالفانش برای نابودی آلمان، خیلی پیشتر از زمانی که اولین اخبار در مورد حوادث آشویتس به جهان برسد، مصمم هستند." زیرا رئیس آژانس یهود، وایزمن در آغاز سپتامبر ۱۹۳۹ گفته بود "یهودیان سراسر جهان در این جنگ در کنار انگلیس خواهند جنگید." و بنابراین توجیه پذیر بود که "هیتلر با یهودیان آلمان به صورت اسیران جنگی رفتار کند." بعد در آوریل ۱۹۸۶، نولته در پاورقی پس از عبارت «اسیران جنگی» اضافه کرد:
"یا به طور دقیق‌تر، به‌عنوان زندانیان مدنی؛ مطابق الگویی که در انگلستان از سپتامبر ۱۹۳۹ در مورد آلمانی ها و یا بین سالهای ۱۹۴۱-۱۹۴۵ در آمریکا در مورد اسارت شهروندان آمریکایی ژاپنی الاصل به کار گرفته شد". همچنین به گفته او  حمله هوایی به هامبورگ در سال ۱۹۴۳ نیز "اراده متفقین برای از بین بردن جمعیت غیرنظامی آلمان" را اثبات می کند؛ حمله ای که انگیزه آن نمی‌تواند ناشی از آگاهی آنها از هولوکاست باشد.
در ۶ ژوئن ۱۹۸۶ نولته مقاله ای در روزنامه فرانکفورتر آلگماینه با عنوان گذشته ای که از بین نمی رود (Vergangenheit, die nicht vergehen will) منتشر کرد که در واقع سخنرانی نوشته شده ای بود که ایراد نشده بود. او بیش از همه به خاطر آوردن "دهشتناکی کشتار کارخانه‌ای چند میلیون نفری" را دلیل فراموش نشدن گذشته نازی ها  می داند. او سؤال می کند آیا فقط چنین برداشت محدودی از تاریخ داشتن، حاوی یک هسته واقعی نیست: "گناه آلمان ها" که شبیه تبلیغات نازی ها در مورد "گناه یهودیان" است. به اعتقاد او توجه صرف به هولوکاست ما را از دیگر حقایق دوران نازی‌ها مانند اتانازی و رفتار با اسیران جنگی روس دور می کند؛ حتی از پرسش‌های رایج کنونی مانند مسئله سقط جنین و مثلا اینکه آیا اشغال افغانستان توسط شوروی، نسل‌کشی است.
سپس می پرسد چه چیزی باعث شد ناسیونال سوسیالیست‌های متاخر به فکر هولوکاست بیافتند در حالی که پیشتر نسل‌کشی ارامنه را در سال ۱۹۱۵ مشاهده و آن را نابودی «به‌سبک آسیایی» ارزیابی کرده‌ بودند. جواب او این است که هیتلر پس از شکست استالینگراد در سال ۱۹۴۳، وقتی به «قفس موش» ارجاع می دهد جواب این سؤال را داده است، جایی که افسران آلمانی اسیر شده در مسکو را در آنجا با شکنجه به اعتراف و همکاری وامی داشتند. نولته عبارت «قفس موش» را مطابق رمان ۱۹۸۴ جورج اورول روش شکنجه ی چکیست‌های چینی (و نه روس) می داند و تفسیر لوبیانکا (Lubjanka)، مرکز شکنجه پلیس مخفی شوروی را اشتباه می داند. بدین ترتیب او مدعی است تمام روش های جنایتکارانه ناسیونال سوسیالیست ها به غیر از کشتن با گاز، قبلاً در دهه ۱۹۲۰ به کار رفته اند. بنابراین این سؤال را جایز و اجتناب ناپذیر می داند:
"آیا ناسیونال سوسیالیست ها، آیا هیتلر فقط به این دلیل که خود و هم نوع‌هایشان را قربانیان بالقوه یا واقعی یک عمل «آسیایی» می دانستند، یک عمل «آسیایی» انجام دادند؟ آیا مجمع الجزایر گولاگ اصیل تر از آشویتس نبود؟ آیا «قتل طبقاتی» توسط بلشویک ها مقدمه ای منطقی و واقعی برای «قتل نژادی» توسط ناسیونال سوسیالیست ها نبود؟ آیا مخفی ترین اقدامات هیتلر را نمی توان با این واقعیت توضیح داد که او «قفس موش» را فراموش نکرده بود؟ آیا ممکن است آشویتس ریشه در گذشته ای داشته که نمی خواسته از بین برود؟"
نولته می نویسد نمی‌توان قتل‌ها را با مقایسه آن‌ها با قتل‌های دیگر توجیه کرد، اما نمی‌توان قتل‌های دسته‌جمعی «دیگری» را نادیده گرفت، زیرا «رابطه علت و معلولی» میان آنها برقرار است.

### میخاییل اشتورمر
در ۲۵ ام آوریل ۱۹۸۶، مورخ مایکل استورمر ، مشاور سیاسی صدراعظم هلموت کهل در آن زمان، مقاله تاریخ در یک سرزمین بی تاریخ (Geschichte in geschichtslosem Land) را در FAZ (روزنامه فرانکفورتر آلگماینه) منتشر کرد. او از یک سو به از دست دادن حافظه اشاره کرد، از سوی دیگر به علاقه به تاریخی که "بازگشت به سنت فرهنگی"، "وعده عادی بودن" و جستجو برای جهت گیری آینده است: "جهت را از دست دادن و جست و جوی هویت، خواهر و برادر اند." به عقیده او سیاست نباید این واقعیت را نادیده بگیرد "که در یک سرزمین بی تاریخ، آینده را کسی می برد که خاطرات را پر می کند، مفاهیم را شکل می دهد و گذشته را تفسیر می کند."
او می نویسد عدم قطعیت هویت ملی حتی قبل از سال ۱۹۴۵ تاریخ آلمان را تعیین می کرده است اما اکنون دیگر نه دوران نازی ها بلکه دوران پس از جنگ باید مرکز تاریخ آلمان باشد. دستاورد تاریخی کنراد آدناور و پیوندهای غربی جمهوری فدرال، با تفسیرهای نادرست تاریخی به زیر سؤال رفته است و این وضعیت می تواند این سؤال نگران کننده را در بین همسایگان ما ایجاد کند که "این همه به کجا می رود". از آنجایی که جمهوری فدرال، به عنوان «مرکز خط دفاعی اروپا»، یک «مسئولیت جهانی سیاسی و اقتصادی» بر عهده دارد، جستجوی تاریخ گمشده، برای تداوم جمهوری آلمان و سیاست خارجی آن ضروری است.

### آندریاس هیلگروبر
در بهار سال ۱۹۸۶، مورخ آندریاس هیلگروبر کتاب سقوط دوگانه: شکست امپراتوری آلمان و پایان یهودیت اروپا (Zweierlei Untergang: Die Zerschlagung des Deutschen Reiches und das Ende des europäischen Judentums) را منتشر کرد. کتاب حاوی دو مقاله بلند است. در اولین مقاله طولانی تر، او پیشرفت ارتش سرخ در جبهه شرقی و فرار و اخراج ساکنان آلمانی را که در شرق مرز اودر-نیسه زندگی می کردند، توصیف می کند. در انجام این کار، او به تفصیل این سؤال را مورد بحث قرار داد که مورخ امروزی باید چه دیدگاهی در این مورد داشته باشد و سپس دیدگاه سربازان ورماخت و آلمانی های فراری را که خودش به آنها تعلق داشت، می پذیرد.
او همچنین مطالبی را مطرح می کند تا «روز آزادی» نامیدن پایان جنگ (۸ می ۱۹۴۵)  توسط ریشارد فون وایتسکر رییس جمهور آلمان را که در سخنرانی سال ۱۹۸۵ بیان شده بود کم ارزش جلوه دهد.

## انتقاد یورگن هابرماس
در ۱۱ ژوئیه ۱۹۸۶، هفته نامه دی تسایت مقاله ای از یورگن هابرماس را با عنوان نوعی حل و فصل دعاوی منتشر  و در صفحه اول، آن را با عنوان  "چالش (Kampfansage)" معرفی کرد. در آن هابرماس مقالاتی از میخاییل اشتورمر، آندریاس هیلگروبر، کلاوس هیلدبراند و بالاتر از همه ارنست نولته را مورد انتقاد قرار داد. او بالای مقاله خود نقل قولی از نولته را آورد مبنی بر این که هیتلر یک اقدام آسیایی -هولوکاست- در واکنش به جنایات شناخته شده استالینیستی مرتکب شده است؛ و متذکر شد که نولته تحقیقاتی پیرامون این ارتباط انجام نداده است.

## نتایج
هنوز در آلمان درباره نتیجه این مناقشه و نحوه ارزیابی آن اتفاق نظر وجود ندارد. در ۱۹۹۳ مارتین گرایفن هاگن، دانشمند علوم سیاسی، تردید داشت که «این گونه نبردهای فکری بتوانند برای شکل‌گیری یک آگاهی تاریخی، کاری عمیقاً ریشه‌دار انجام دهند». اگر هم مناقشه مورخان تأثیری بر افکار عمومی داشته باشد، مواضع افراطی راست را تقویت کرده است.
هانس اولریش ولر در سال ۲۰۰۸ اظهار داشت که رقبای نولته، اشتورمر، هیلگروبر در نهایت پیروز شده‌اند، واین را مثبت ارزیابی کرد: نگرش خودانتقادی، که مدافع فرهنگ سیاسی به سختی تثبیت شده جمهوری فدرال است، از طریق این گونه مجادلات تاریخ نگاران گسترش یافته است و به طور کلی، سیستم اجتماعی-سیاسی جمهوری فدرال را در برابر چالش های آینده تقویت می کند.
در سال ۲۰۱۱، اگون فلیگ، مورخ دوران باستان، ادعاهایی مبنی بر اینکه هابرماس نقل قول‌ها را جعل کرده، مواضع را دراماتیک جلوه داده و بدون اطلاع از الزامات نظری آن‌ها را از متن خارج کرده است، مطرح کرد. هاینریش آگوست وینکلر و میکا بروملیک  به مشارکت فلیگ واکنش نشان دادند و آن را به عنوان یک بحث رد کردند.
در سال ۲۰۱۱، ماتیاس برودکُرب پس از ۲۵ سال از شروع «دعوای تاریخ‌نگاران»، به سراغ بازیگران و سخنگویان اصلی این مناقشه رفت و مجموعه‌ای از مقالات و مصاحبه‌ها را پیرامون دعوای تاریخ‌نگاران منتشر کرد. این کتاب در اردیبهشت ۱۳۹۵ با ترجمۀ مهدی تدینی از سوی انتشارات کویر به چاپ رسید.